# Liste der Kulturdenkmäler in Spieskappel (Frielendorf)
Die folgende Liste enthält die in der Denkmaltopographie ausgewiesenen Kulturdenkmäler auf dem Gebiet des Ortsteils Spieskappel der Gemeinde Frielendorf, Schwalm-Eder-Kreis, Hessen.
Hinweis: Die Reihenfolge der Denkmäler in dieser Liste orientiert sich an der Anschrift, alternativ ist sie auch nach der Bezeichnung oder der Bauzeit sortierbar.
Kulturdenkmäler werden fortlaufend im Denkmalverzeichnis des Landes Hessen durch das Landesamt für Denkmalpflege Hessen auf Basis des Hessischen Denkmalschutzgesetzes (HDSchG) geführt. Die Schutzwürdigkeit eines Kulturdenkmals hängt nicht von der Eintragung in das Denkmalverzeichnis des Landes Hessen oder der Veröffentlichung in der Denkmaltopographie ab.

| Bild                             | Bezeichnung                                     | Lage                       | Beschreibung | Bauzeit                   | Daten |
| -------------------------------- | ----------------------------------------------- | -------------------------- | --- | ------------------------- | ----- |
| Bild gesucht BW                  | Gesamtanlage Klosterbereich                     | Lage                       | |                           |       |
| weitere Bilder                   | Ehemalige Klosterkirche St. Johannes der Täufer | Lage                       | |                           |       |
| Reste des Klostergebäudes        | Reste des Klostergebäudes                       | Glockenrain 2 Lage         | |                           |       |
| Ehemaliges Pfarrhaus Spieskappel | ehemaliges Pfarrhaus                            | Glockenrain 19 Lage        | | mittleres 18. Jahrhundert |       |
| Auf der Klaus 2                  | Wohnhaus Auf der Klaus 2                        | Auf der Klaus 2 Lage       | |                           |       |
| Auf der Klaus 3                  | Wohnhaus Auf der Klaus 3                        | Auf der Klaus 3 Lage       | |                           |       |
| Wohnhaus Ebersdorfer Straße 25   | Wohnhaus Ebersdorfer Straße 25                  | Ebersdorfer Straße 25 Lage | |                           |       |
| ehemalige Schule                 | ehemalige Schule                                | Klosterstraße 11 Lage      | |                           |       |
| Obergasse 11                     | Wohnhaus Oberdorf 11                            | Oberdorf 11 Lage           | |                           |       |
| Ernhaus Obergasse 3              | Ernhaus Obergasse 3                             | Obergasse 3 Lage           | Grundstück Obergasse 3 nicht in Karten aufgeführt |                           |       |
| Bild gesucht BW                  | Hofanlage Obergasse 5                           | Obergasse 5 Lage           | |                           |       |
| Wohnhaus Unterdorf 13            | Wohnhaus Unterdorf 13                           | Unterdorf 13 Lage          | |                           |       |
| Bild gesucht BW                  | Viadukt                                         | Lage                       | |                           |       |
| weitere Bilder                   | Wartturm                                        | Lage                       | Der Spießturm, auch Spieskappeler Warte genannt oder kurz Spieß, ist ein mittelalterlicher Wartturm, der in Nordhessen nahe dem Frielendorfer Ortsteil Spieskappel steht. Er wurde im 15. Jahrhundert unter dem hessischen Landgrafen Ludwig I. erbaut und diente als Grenzturm und als Versammlungsort für Landtage und Gerichte. | um 1430                   |       |